# Aprionyx pellucidula
Aprionyx pellucidula is een haft uit de familie Leptophlebiidae. De wetenschappelijke naam van de soort is voor het eerst geldig gepubliceerd in 1920 door Esben-Petersen.
De soort komt voor in het Afrotropisch gebied.